# Юбилейная медаль «70 лет Победы над нацизмом»
Юбилейная медаль «70 лет Победы над нацизмом» (укр. Ювілейна медаль «70 років Перемоги над нацизмом») — знак отличия президента Украины — государственная награда Украины, установленная в ознаменование 70-й годовщины Победы над нацизмом, в честь подвига, мужества и самоотверженности борцов против нацизма, за свободу и независимость Отечества.

## История награды
- Знак отличия президента Украины — юбилейная медаль «70 лет Победы над нацизмом» учреждена Указом президента Украины Петра Порошенко 29 апреля 2015 года.
- Первые 16 медалей вручены 9 мая 2015 года[1].
- 29 февраля 2016 года из описания медали исключено покрытие гальваническим золотом[2].

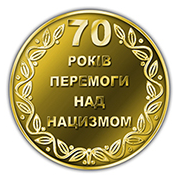
Реверс медали

## Основания вручения
Медалью награждаются:
- участники боевых действий и инвалиды войны, которым этот статус предоставлен в соответствии с законом Украины «О статусе ветеранов войны, гарантии их социальной защиты», принимавшие участие в боевых действиях, обороне, партизанском, подпольном движении против нацистской Германии и её союзников в годы Второй мировой войны;
- бывшие несовершеннолетние (которым на момент заключения не исполнилось 18 лет) узники концентрационных лагерей, гетто, других мест принудительного содержания, созданных нацистской Германией и её союзниками в период Второй мировой войны, а также дети, которые родились в указанных местах принудительного содержания их родителей;
- бывшие малолетние (которым на момент заключения не исполнилось 14 лет) узники концентрационных лагерей, гетто и других мест принудительного содержания, признанные инвалидами от общего заболевания, трудового увечья и по другим причинам.

## Описание медали
Юбилейная медаль изготавливается из сплавов меди и имеет форму круга диаметром 32 мм. На лицевой стороне юбилейной медали в левой части помещено изображение Знака Княжеского Государства Владимира Великого (малый Государственный герб Украины), ниже — в две строки надписи чёрным цветом «1945», «2015» и стилизованное изображение лавровой ветви по кругу, которые наложены на схематическое изображение свитка; справа — изображение монумента-скульптуры «Родина-мать» в Киеве. В нижней части — наложенная на изображение красных маков планка с лозунгами «Пам’ятаємо», «Перемагаємо» (рус. «Помним», «Побеждаем»), расположенными в два ряда. На оборотной стороне юбилейной медали в центре — надпись «70 років перемоги над нацизмом» (рус. «70 лет Победы над нацизмом») в пять строк в обрамлении стилизованного лаврового венка Нарбута.
Все изображения и надписи рельефные, изображения маков покрыты красной эмалью. Знак обрамлен бортиком.
С помощью кольца с ушком юбилейная медаль соединяется с прямоугольной колодкой, обтянутой шелковой муаровой лентой. Размер колодки: ширина — 28 мм, высота — 42 мм. Размер фигурной скобки и закругленного выступления в колодки — соответственно 30×2 мм и 2 мм. На обратной стороне колодки — застежка для прикрепления медали к одежде.
Лента к юбилейной медали шелковая муаровая шириной 28 мм с продольными полосками (слева направо): синяя, жёлтая, синяя — по 1,5 мм каждая; темно-золотая — 8 мм; чёрная и красная — по 1,5 мм каждая; серая — 8 мм; синяя, жёлтая, синяя — по 1,5 мм каждая.
Планка юбилейной медали представляет собой прямоугольную металлическую пластинку, обтянутую лентой, как на колодке медали. Размер планки: высота — 12 мм, ширина — 28 мм.